# Ford C2-platform

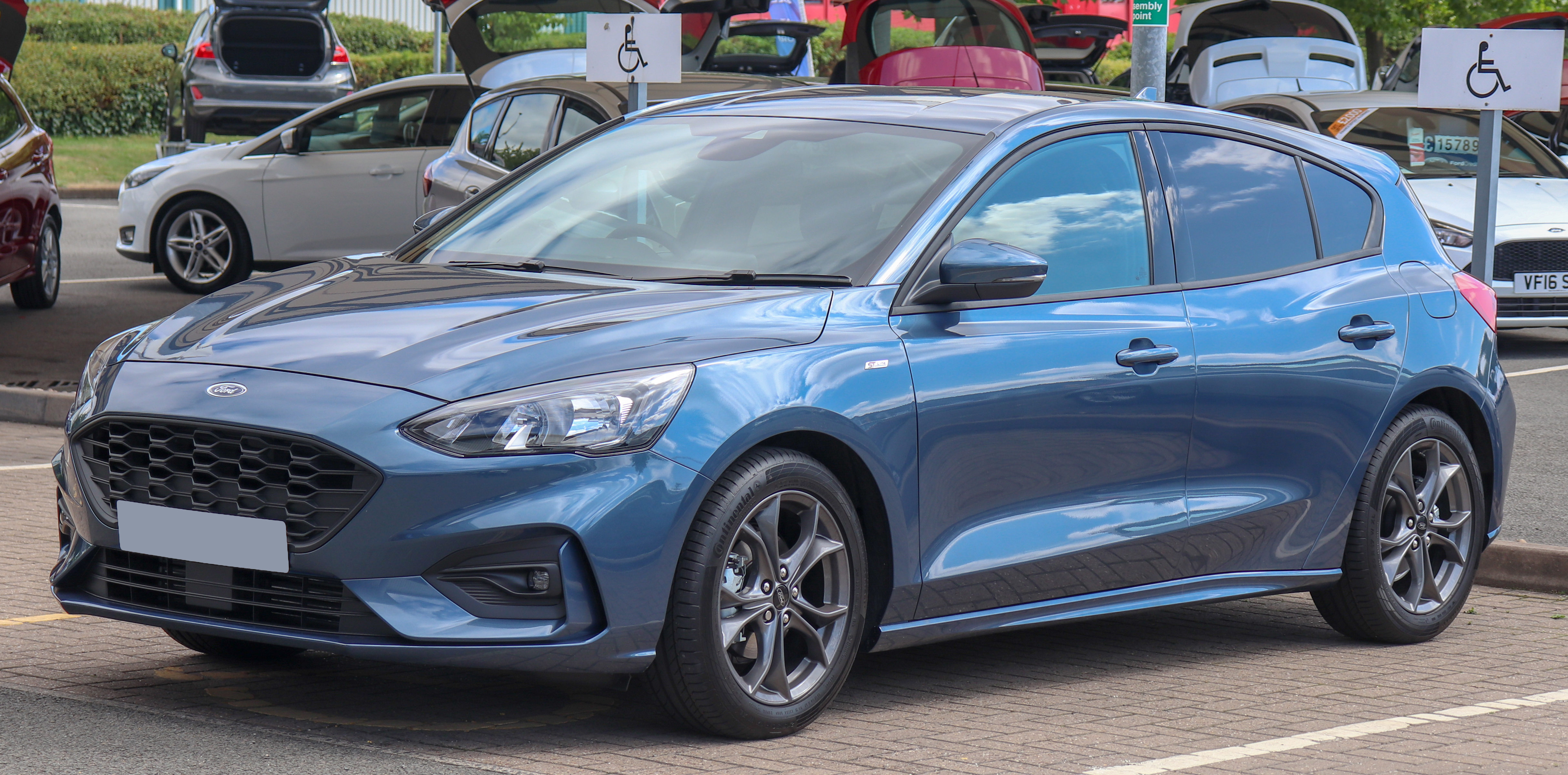
Ford Focus (vierde generatie)

Het Ford C2-platform (staat voor "Compact-class") is het platform van Ford voor de compacte middenklasse. Het vervangt sinds 2018 het C1-platform van Ford. Het C2-platform debuteerde met de vierde generatie van de Ford Focus.

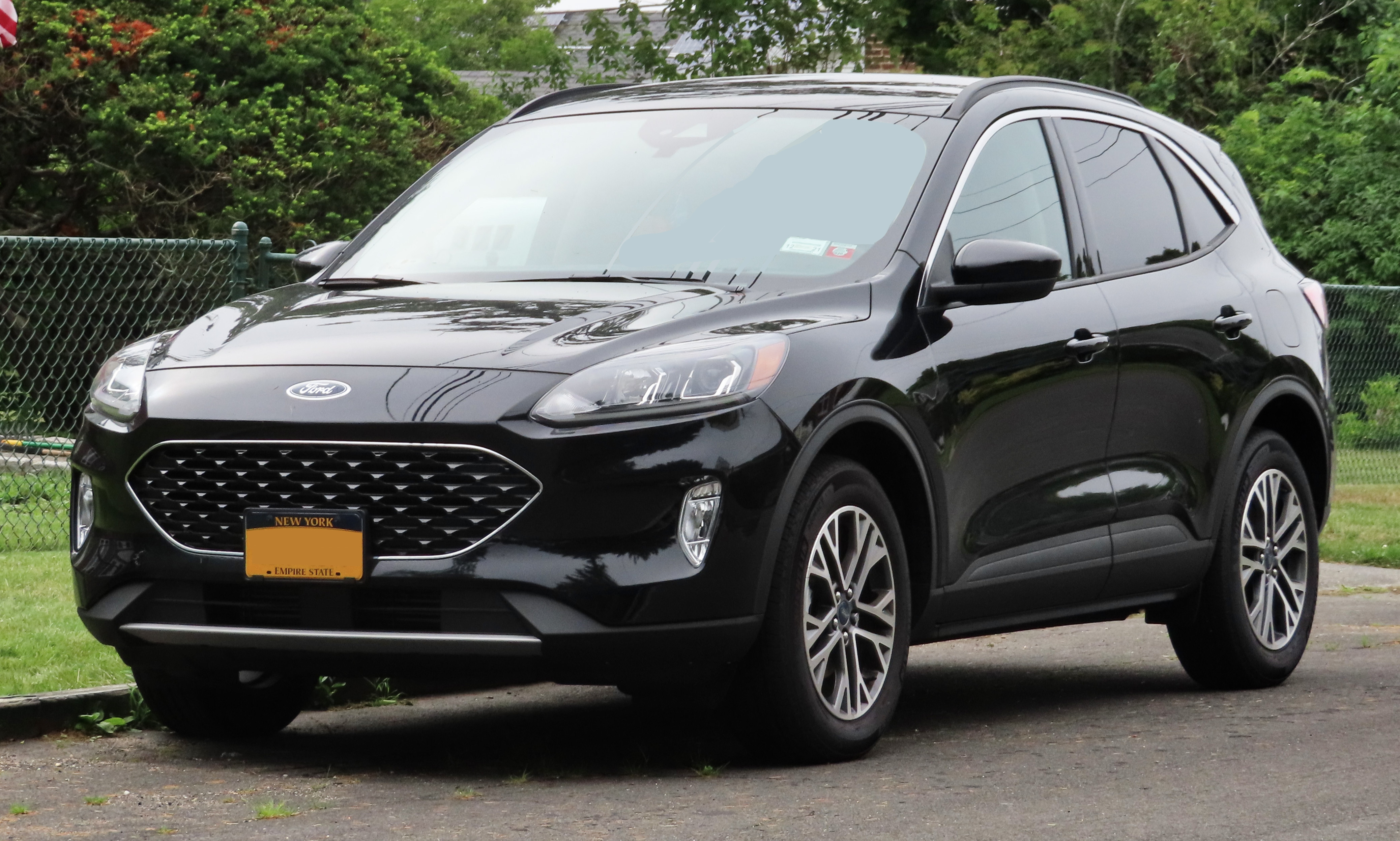
Ford Escape (vierde generatie)

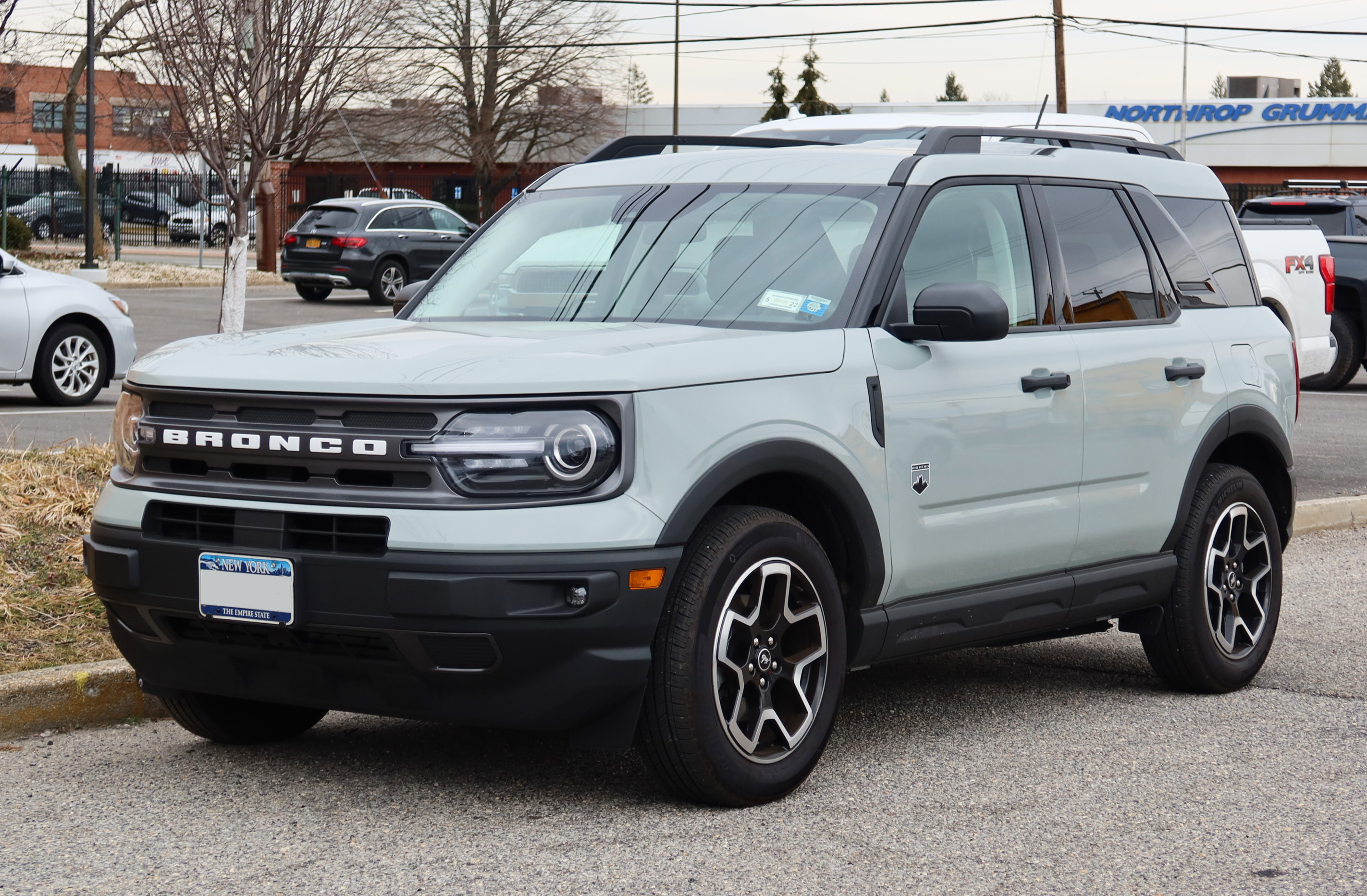
Ford Bronco Sport

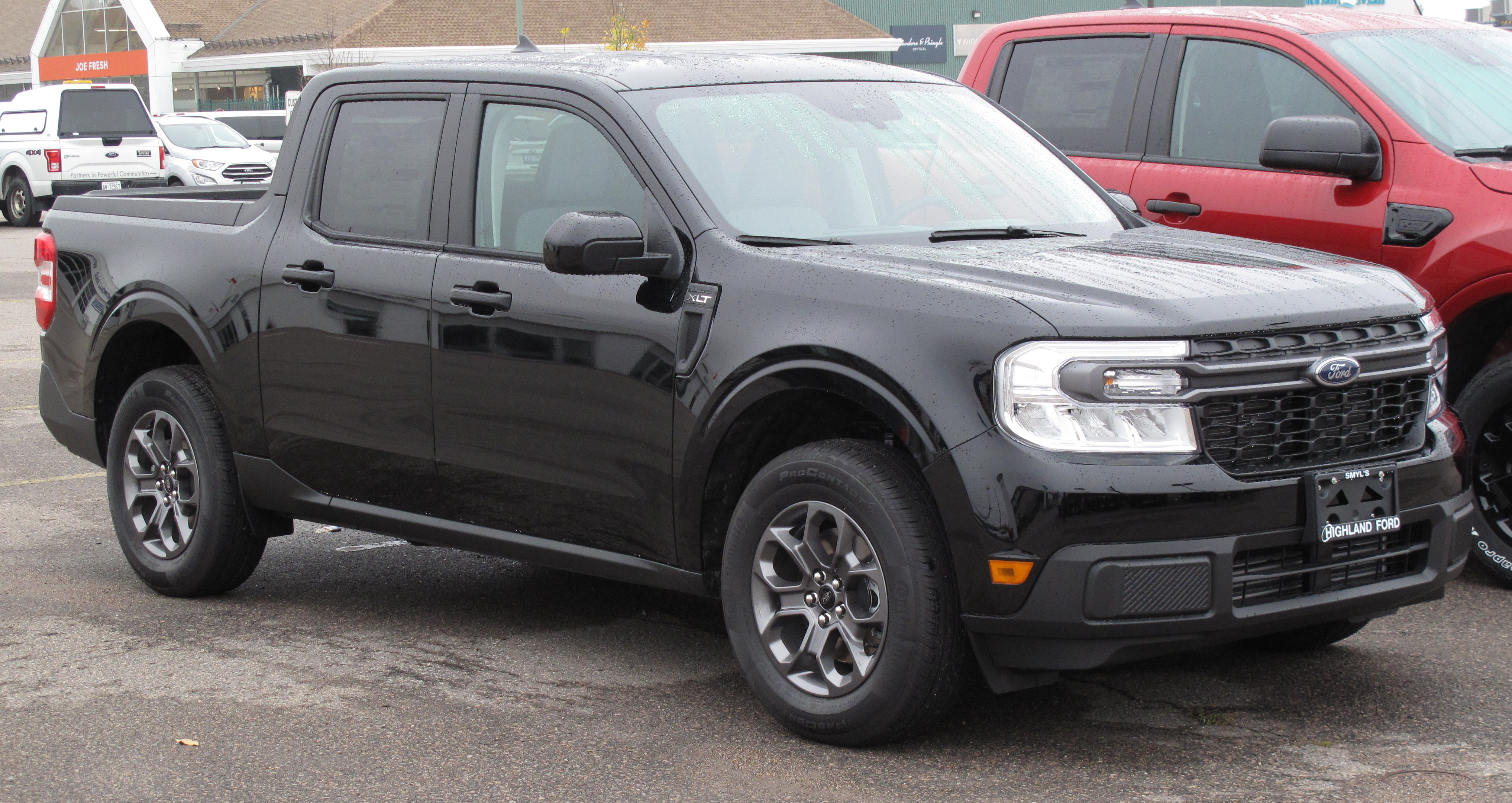
Ford Maverick

Door zijn modulariteit kan het C2-platform voor verschillende modellen worden gebruikt, waardoor de ontwikkelingskosten over meer voertuigen worden gespreid. Het C2-platform is ontwikkeld voor zowel voor- als vierwielaandrijving en kan torsiebalk- of multilink-achterwielophanging gebruiken. In tegenstelling tot het C1-platform kan het worden aangewend voor auto's met verschillende wielbases en spoorbreedtes.

## Modellen
De volgende modellen maken gebruik van het platform:
- 2018 – Ford Focus (vierde generatie)
- 2019 – Ford Escape (vierde generatie) / Ford Kuga (derde generatie)
- 2019 – Lincoln Corsair
- 2020 – Ford Bronco Sport
- 2021 – Ford Maverick